# Багайоко, Сиака
Сиака Багайоко (фр. Siaka Bagayoko; 24 июля 1998 года, Бамако, Мали) — малийский футболист, защитник клуба «Аль-Иттихад (Триполи)».

## Клубная карьера
Родился в столице Мали, городе Бамако. Футбольную карьеру начал на родине, с 2016 по 2017 год выступал за местные клубы «Джолиба» и «Стад Мальен». В 2017 году решил попробовать свои силы за границей, переехал в скромный греческий клуб «Анагенниси Кардица», но уже в следующем году, так и не сыграв в Греции ни одного официального матча, вернулся в малийский клуб «Джолиба».
В 2019 году перебрался в Тунис, где усилил «Сфаксьен». В футболке нового клуба дебютировал 24 сентября 2019 в победном (3:2) выездном поединке 3-го тура Лиги 1 против «Кайруана». Сиака вышел на поле в стартовом составе и отыграл весь матч. В конце сентября — в октябре 2019 года сыграл 4 матча в высшем дивизионе чемпионата Туниса, а в следующем году вернулся в малийскую «Джолибу».
2 марта 2021 года перешел в «Минай».

## Карьера в сборной
Выступал за юношескую до 17, молодежную и олимпийскую сборные Мали.
В футболке национальной сборной Мали дебютировал 16 января 2021 в победном (1:0) поединке чемпионата африканских наций против Буркина-Фасо. Багайоко вышел на поле в стартовом составе и отыграл весь матч, а на 70-й минуте отличился дебютным голом за национальную команду.